# 세나 2세
세나 2세(Sena II, 836년 ~ 901년)는 9세기를 풍미한 아누라다푸라 왕국의 람바카나 제2왕조 제14대 군주였다.

## 같이 보기
- 스리랑카의 역사